# III. Ordoño leóni király
III. Ordoño (asztúriaiul: Ordoñu vagy Ordonnu) (Zamora, 925 – Zamora, 956. szeptember vagy 956. november) a Kantábriai-házból származó leóni király (951 – 956), II. Ramiro (898? – 951) idősebbik fia. 

## Élete
Az uralkodónak, attól kezdve, hogy apja halálát követően trónra lépett, szinte folyamatosan küzdenie kellett féltesvér öccsének, Sanchónak (932? – 966) – a későbbi I. Sancho király (956 – 958, 959/960 – 966) – lázongásai ellen. Sancho arra hivatkozott, hogy az édesanyja királyi házból származott, III. Ordoño anyja, Adosinda Guttiérez (? – ?) viszont nem. (Sancho édesanyja Urraca (? – 956) volt, aki a Ximena /Jimena, Jiménez/ – házból származó   I. Sanchónak  (? – 925), Pamplona/Navarra királyának (905 – 925) a leánya, és  III. Garcíának  (919 – 970), Pamplona/Navarra királyának (931 – 970) a testvére.) Kettőjük harcában akkor következett be III. Ordoño javára fordulat, amikor feleségül vette Urracát (? – 1007?), a nagyhatalmú Fernán Gonzáleznek(910 – 970), Kasztília grófjának (930 – 970) a lányát, akinek az első férje lett. (Fernán González, aki a Lara – házból származott, egyesítette a  kasztíliai grófságokat, ő lett az egyesített Kasztília első grófja és a családjában örökletessé tette a grófi címet. Uralmával kezdődött meg az a folyamat, ami Kasztíliát jelentős mértékben függetlenítette a Leóni Királyságtól. Kasztília gyakran ellenséges viszonyban állt a felette még mindig névleges uralmat gyakorló leóni királyokkal. Fernán González őse egyébként – egyes forrásmunkák szerint – a Kantábriai – házból származott.) III. Ordoño a mórokkal szemben eredményesen harcolt, de egyidejűleg tárgyalásokat is folytatott velük.
III. Ordoñónak a házasságon kívüli kapcsolatából született fia, Bermudo (953? – 999), II. Bermudo  néven volt leóni király (984 – 999). Édesanyja a király kedvese, Aragonta Pelaez volt.